# Irgendwoher
Chansons représentant la Suisse au Concours Eurovision de la chanson
Giorgio
(1958) Cielo e terra
(1960)
Irgendwoher (en français, De quelque part) est la chanson représentant la Suisse au Concours Eurovision de la chanson 1959. Elle est interprétée par Christa Williams.
La chanson est la huitième de la soirée, suivant Augustin interprétée par Brita Borg pour la Suède et précédant Der K und K Kalypso aus Wien interprétée par Ferry Graf pour l'Autriche.
À la fin des votes, la chanson obtient 14 points et se classe à la 4e place sur 11 participants.